# Заваликут Іван Якимович
Заваликут Іван Якимович (10 вересня 1884, с. Малі Чорнокінці, нині Україна — м. Сиракузи, США) — український громадський діяч, адвокат. 

## Життєпис
Іван Заваликут народився 10 вересня 1884 в селі Малі Чорнокінці, нині Чортківського району Тернопільської області України.
Закінчив студії права і політичних наук у Львівському університеті (1911). Працював адвокатом у Гусятині. 
Під час Першої світової війни як старшина австрійської армії брав участь у боях у Карпатах із російськими військами, полонений і відправлений у татарське містечко Бугульма, звідки втік у 1917 році. 

## Громадська діяльність
Під час творення Української держави — заступник повітового комісара в м. Золотоноша на Полтавщині. Воював в УГА, був під більшовицьким арештом в Одесі. Після повернення в Галичину — адвокат у м. Копичинці. Активіст «Рідної школи», член наглядової ради «Українбанку»; вів 7-класну приватної школи голова наглядової ради «Повіт», союзу кооператив (1923—19ЗО). 
1930 — переїхав до м. Коломиї. Посол від УНДО до польського сейму (1927—1930, 1935—1938). Адвокат у містах Замостя, Станіслав (нині Івано-Франківськ). 
1939 — виїхав до Німеччини, де обороняв українців у судах: 1950 емігрував до США.